# Харвелл, Стивен
Стивен Скотт Харвелл (англ. Steven Scott Harwell; 9 января 1967, Санта-Клара, США — 4 сентября 2023, Бойсе, США) — американский музыкант, один из основателей и фронтмен группы Smash Mouth, которую создал вместе с Грегом Кампом, Полом Де Лислом и Кевином Колеманом.

## Карьера
Музыкальную карьеру начинал как рэпер. Выступал в группе F.O.S. В 1994 году Харвелл решил сформировать рок-группу. В новой группе Smash Mouth его менеджером был Кевин Колеман, который представил ему гитариста Грега Кампа и бас гитариста Пола Де Лисла, оба долгое время играли в панк группе Lackadaddy. На самой первой репетиции на барабанах играл, именно Колеман. В основном группа играла ска-панк, который был популярен в то время. Впоследствии Стив Харвелл утверждал, что группа находилась под большим влиянием именно этой музыки.
Кроме музыки Харвелл участвовал в различных телешоу, выступал на радио. Популярность ему принесло участие в шоу The Surreal Life на VH1.
В 2021 году группа Smash Mouth выступала на фестивале вина и пива в центре искусств Бетел Вудс, где Харвелл находился в состоянии алкогольного опьянения, ругался со зрителями и показывал жесты похожие на нацистское приветствие. Вскоре после этого инцидента Стивен объявил об уходе из группы из-за проблем со здоровьем.

## Личная жизнь
У Харвелла был сын по имени Пресли, который умер в июле 2001 года от лимфатической лейкемии. Впоследствии Харвелл создал фонд медицинских исследований имени Пресли, в честь него.

## Смерть
4 сентября 2023 года Стивен Харвелл скончался из-за последней стадии печёночной недостаточности, развившейся на фоне многолетнего алкоголизма.